# رابرت هرویتس
هووارد رابرت هرویتس (زاده ۸ مه ۱۹۴۷) زیست‌شناس اهل آمریکا است که بیشتر بخاطر روی کرم‌های لوله‌ای Caenorhabditis elegans شناخته شده‌است. وی در سال ۲۰۰۲، به‌همراه سیدنی برنر و جان سالستن برنده جایزه نوبل فیزیولوژی و پزشکی شد.